# Canon EOS 500D

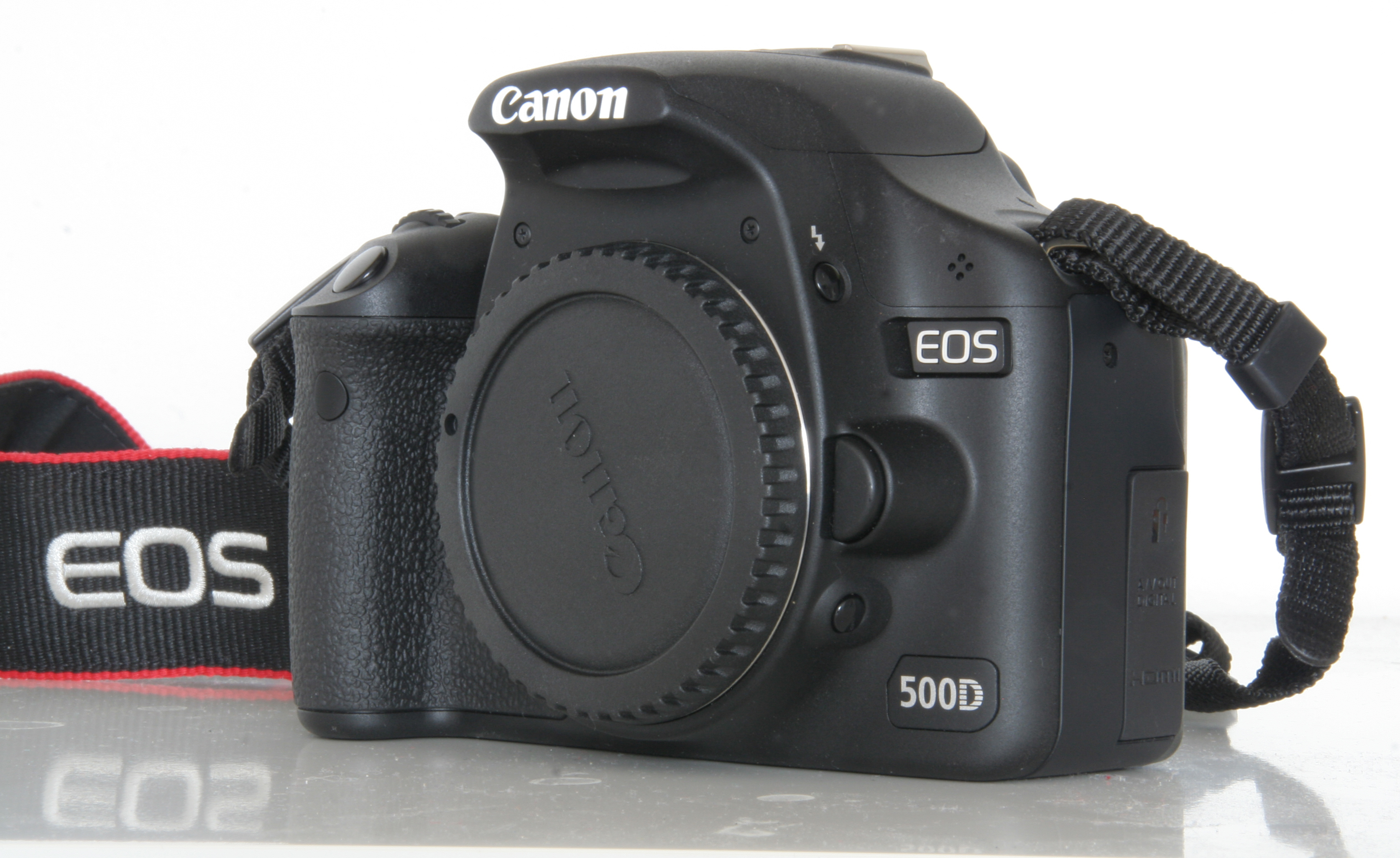
Przód eos-a 500d bez obiektywu.

Canon EOS 500D – cyfrowa lustrzanka jednoobiektywowa japońskiego producenta. Została wprowadzona na rynek w marcu 2009 roku. Następca modelu Canon EOS 450D.

## Specyfikacja

### Czujnik obrazowy
- Typ sensora obrazowego – 22,2 × 14,8 mm CMOS
- Efektywna liczba pikseli – Około 15.1 milionów
- Całkowita liczba pikseli – Około 15.5 milionów
- Stosunek boków – 3:2
- Filtr dolnoprzepustowy – Wbudowany, stały
- Typ filtra kolorów – Podstawowy filtr kolorów RGB

### Procesor obrazowy
- Typ procesora obrazowego – DIGIC IV

### Obiektyw
- Mocowanie obiektywów – EF / EF-S
- Długość ogniskowej – Powiększenie 1.6x z obiektywami Canon EF

### Ustawianie ostrości
- Typ ustawienia ostrości – TTL-CT-SIR z sensorem CMOS
- System AF / Liczba punktów – 9-punktowy AF
- Zakres pomiaru AF – EV -0.5-18 (23 °C & ISO100)
- Tryby pomiaru AF – One Shot, AI Servo, AI Focus
- Wybór punktów AF – Wybór automatyczny, wybór ręczny
- Wyświetlanie punktów AF – Naniesione w celowniku i na wyświetlaczu LCD
- Przewidywanie AF – Tak
- Blokada AF (AF Lock) – Tak
- Światło wspomagające AF – Tak (zasięg- ok. 4m)
- Ręczne ustawienie ostrości – Wybierane na obiektywie
- Detekcja twarzy

### Kontrola ekspozycji
- Metody pomiaru światła – Pomiar typu TTL przy otwartej przysłonie poprzez 35-strefową fotokomórkę krzemową SPC

1. Wielostrefowy ewaluacyjny (związany z dowolnymi punktami AF),
2. Częściowy (około 9% kadru),
3. Centralnie-ważony
4. Punktowy

- Zakres pomiaru – EV 1-20 (23 °C, obiektyw 50 mm f/1.4, ISO 100)
- Blokada ekspozycji (AE Lock) – Tak
- Kompensacja ekspozycji – +/− 2 EV w skoku co 1/2 lub 1/3 EV
- Bracketing ekspozycji (AEB) – +/− 2 EV w skoku co 1/2 lub 1/3 EV
- Ekwiwalenty czułości ISO – AUTO (100-1600), 100-3200, 6400, 12800

### Migawka
- Typ migawki – migawka szczelinowa sterowana elektronicznie
- Czasy otwarcia migawki – 30 – 1/4000 s, Bulb
- Spust migawki – Spust elektromagnetyczny typu „soft touch”

### Balans bieli
- Typ balansu bieli – Automatyczne równoważenie bieli z pośrednictwem sensora obrazowego
- Ustawienia balansu bieli – Auto, Światło słoneczne, Cień, Chmury, światło żarowe, Białe światło jarzeniowe, Flesz, Ustawienie ręczne
- Kompensacja balansu bieli – +/-3 w skoku co 1 podziałkę 3 zdjęcia po naciśnięciu spustu

- Do wyboru odchylenia:

1. niebieski/bursztynowy
2. magenta/zielony

### Matryca kolorów
- Typ matrycy kolorów – Dwa typy przestrzeni barw: sRGB oraz Adobe RGB

### Wizjer
- Celownik – Eye-level, układ pięciu luster
- Pole krycia (pion / poziom) – Około 95%
- Powiększenie – 0.87x
- Punkt oczny – 19 mm
- Korekta dioptrii – Od -3 do +1 dpt
- Matówka – Stała
- Lustro – Szybko-powrotne lustro półprzepuszczalne (stosunek przepuszczalność/odbicie jak 40:60)
- Informacja w celowniku – Punkty AF, blokada ostrości i ekspozycji, autobracketing, czas naświetlania, przysłona, poziom/korekcja ekspozycji, liczba zdjęć w serii, potwierdzenie ostrości, ostrzeżenie karty pamięci, ISO, informacja o lampie błyskowej, kompensacja siły blasku, maksymalna liczba klatek w serii

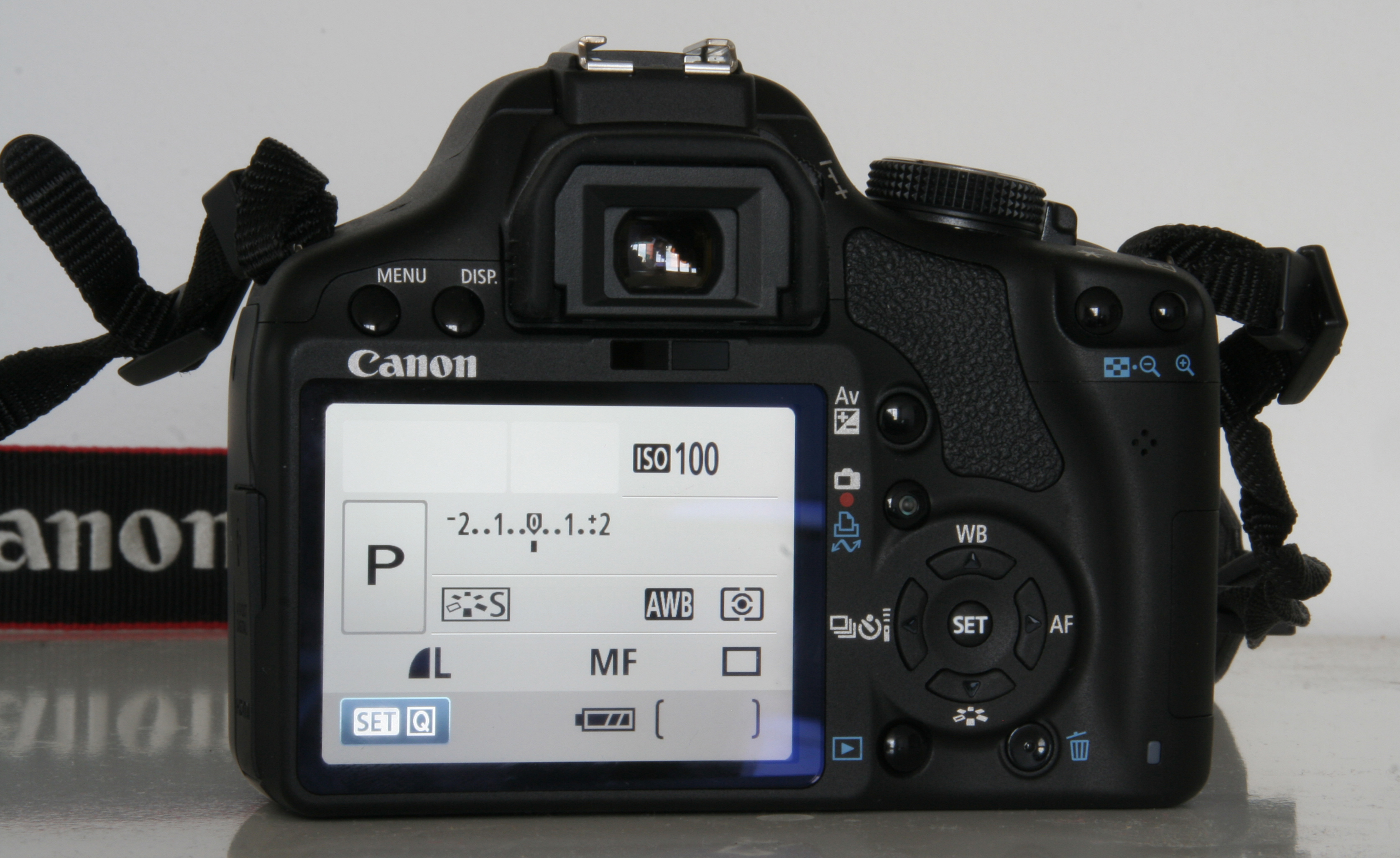
Eos 500d – ekran LCD

- Zasłonka wizjera – Na pasku

### Monitor LCD
- Ekran 3" – TFT, około 920.000 pikseli
- Pole krycia – Około 100% (dla plików JPEG)
- Regulacja jasności – Ustawiana na 7-poziomowej skali
- Live View z wyświetlaną siatką

### Lampa błyskowa
- Tryby pracy lampy – Auto, Ręczne włączenie/wyłączenie flesza, Redukcja efektu czerwonych oczu
- Gorąca stopka / Terminal PC – Tak (E-TTL II) / Nie
- Czas synchronizacji z lampą błyskową – 1/200 s
- Synchronizacja z długimi czasami – Tak
- Redukcja efektu czerwonych oczu – Tak
- Korekta ekspozycji z błyskiem – +/− 2 EV w skoku co 1/2 lub 1/3 EV
- Blokada ekspozycji lampy – Tak
- Synchronizacja z drugą kurtyną – Tak
- Zasięg lampy wbudowanej – Kryje pole widzenia obiektywów o ogniskowych do 17 mm (ekwiwalent dla formatu 35 mm: 27 mm)
- Lampa zewnętrzna – E-TTL II z lampami serii Speedlite EX, realizuje multi-błysk bezprzewodowy.

### Fotografowanie
- Tryby fotografowania – Auto, Portret, Krajobraz, Zbliżenie, Sport, Nocny portret, Bez lampy, P, Tv, Av, M, A-Dep
- Tryby napędu – Zdjęcia pojedyncze, zdjęcia seryjne
- Zdjęcia seryjne – 3,4 kl/s (szybkość utrzymana do 170 zdjęć w serii(JPEG), do 9 zdjęć w serii (RAW))

### Rejestracja filmów
- możliwość wybrania jakości:

1. 1920x1080 (Full HD 1080p, 16:9, 20fps)
2. 1280x720 (HD Ready 720p, 16:9, 30fps)
3. 640x480 (VGA, 4:3, 30fps)

- format filmów: Quicktime MOV (H.264, PCM Audio)
- maksymalna długość filmów: do 29 minut lub do 4 GB

### Piksele rejestrujące/Kompresja
- Wymiary obrazu – 4752x3168, 3456x2304, 2353x1568
- Poziom kompresji – Fine, Normal, RAW

### Formaty plików
- Formaty plików zdjęciowych – JPEG (zgodny z EXIF 2.21 [Exif Print]) / Design rule for Camera File system,
jednoczesny zapis w formacie RAW & JPEG, zgodny z Digital Print Order Format [DPOF] Wersja 2.0
- Zapis równoległy RAW+JPEG – Tak

### Inne funkcje
- Funkcje indywidualne (C Fn.) – 11 funkcji z 29 ustawieniami
- Wyświetlanie histogramu – Tak
- Powiększenie przy odtwarzaniu – 1.5x-10x
- Samowyzwalacz – 2 s lub 10 s
- Automatyczne odtwarzanie – Tak
- Prześwietlone obszary – Tak

### Gniazda
- Interfejs-komputer – USB 2.0 Hi-Speed (Mini-B, PTP)
- Interfejs-inne – Wyjście wideo (HDMI)

### Karta pamięci
- Typ karty pamięci – Secure Digital, SDHC

### Źródło zasilania
- Baterie – Akumulator litowo-jonowy LP-E5 (w komplecie)
- Kontrola stanu baterii – Automatyczna
- Zasilanie sieciowe AC – Zasilacz sieciowy ACK-E5 (opcjonalny)
- Battery Pack BG-E5 (opcjonalny)

### Parametry fizyczne
- Obudowa – Stal nierdzewna / Plastik
- Warunki pracy – Temperatura: 0 – 40 °C, wilgotność: do 85%
- Wymiary – 129 × 98 × 62 mm
- Waga (bez akcesoriów) – Około 485g